# Transporte de Quebec

## Aeropuerto
La región de Quebec y el Este de Quebec (2 millones de habitantes) son asistidos por el Aeropuerto internacional Jean-Lesage, ubicado en la ciudad de Quebec en el barrio del Aeropuerto.
En donde la aerolínea Air Maëstro posee su base (2006-2007).

## Puerto
La Ciudad posee igualmente un puerto vasto e importante sobre el río San Lorenzo que empieza desde el Anse-al-Foulon hasta la Bahía de Beauport y el andén Ultramar en Lévis sobre el Margen-Sur.
De numerosos cruceros llegan a Quebec y zarpan de Quebec. Desde varios años, la ciudad de Quebec es una de los destinos los más populares de cruceros.

## Puentes
Tres puentes mayores permiten atravesar el río San Lorenzo en Quebec. El Puente de Quebec y el Puente Pierre-Laporte permiten atravesar el río hacia el margen sur (Lévis) ubicado en la extremidad sur y un tercero, el Puente de la isla de Orleans, se desarrolla a lo largo del margen norte hacia la Isla de Orleans en el este de la ciudad.
Otros puentes sirven para atravesar ríos, como el puente Drouin, que enjambe el Río Santo-Charles.
El territorio de la ciudad cuenta cerca 84 puentes.

## Red de carreteras
Varias autopistas de importancia de la red de carreteras quebequés pasan por Quebec, cuya autopista 40 conecta al oeste a Montreal y la carretera 175 conecta el norte de Saguenay.
Tres autopistas urbanas principales atraviesan de norte a sur la aglomeración (nombradas de oeste a este) : la autopista Henri-IV, la autopista Robert Bourassa y la autopista Laurentienne.  Tres otras autopistas atraviesan la ciudad de oeste a este (nombradas del norte al sur) : la autopista Félix-Leclerc siempre nombrada por los habitantes autopista de la Capital, la autopista Charest así como el boulevard Champlain, que sigue al río hasta el centro-ciudad, luego otra autopista llamada Dufferin-Montmorency permite llegar más fácilmente en el extremo este de la ciudad.

## Red de ciclovías
Quebec posee una red de carreteras para bicis bien establecida. Por ejemplo, el Corredor de los Cheminots (establecido sobre un antiguo camino de hierro) y el Corredor del Litoral hacen suyos solos 62 km. Varias nuevas pistas son dispuestas en el este de la ciudad así como en el sur.

## Transporte fluvial

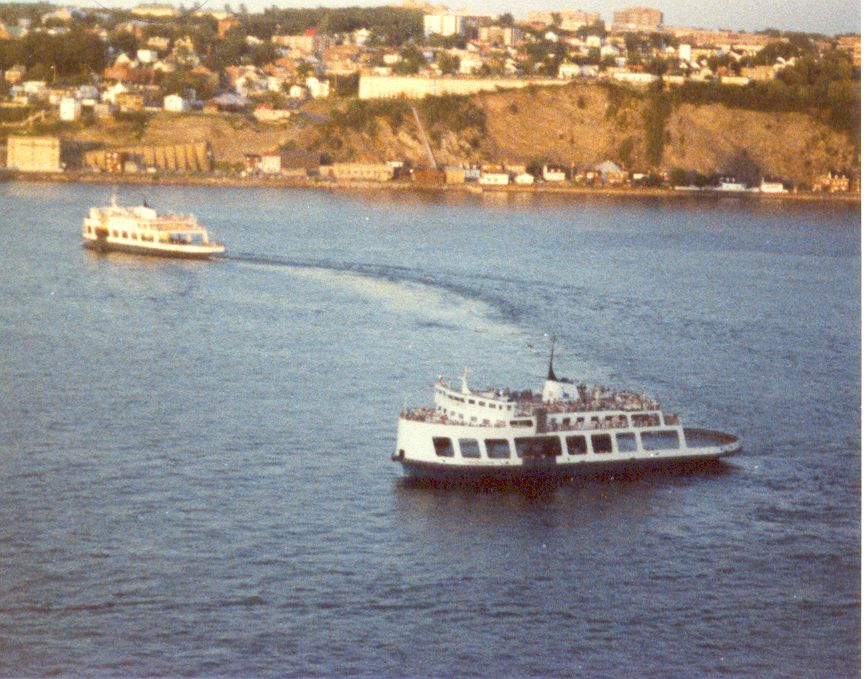
Ferris atravesando Quebec - Lévis sobre el río San Lorenzo en 1984, gestionado por la Sociedad de las traversiers de Quebec.

El servicio de ferris Quebec-Lévis ofrece la alternativa de acceder a los dos márgenes. 

## Trenes
La ciudad es asistida por Vía Raíl Canadá por tren a la Estación del Palacio, ubicado en la Baja-Ciudad, y constituye el final en su corredor Quebec Windsor.  Otra estación, la estación de Santa-Foy, está ubicada cerca puentes de Quebec y Pierre-Laporte.

## Autobús interurbano
La estación del Palacio y la estación de autobuses de Santa-Foy son ambas principales estaciones de autobús interurbanas. Orleans Express y Intercar son los principales compañías que brindan servicio en Quebec.

## Transporte público
La Red de transporte de la Capital (RTC) es responsable del transporte público por autobús en toda la urbe.